# زوفیا سزیپچیکا
زوفیا سزیپچیکا (لهستانی: Zofia Ludwika Cecyla Konstancja Szeptycka; ۲۰ مهٔ ۱۸۳۷ – ۱۴ آوریل ۱۹۰۴) نقاش، و نویسنده اهل لهستان بود.